# René Duchez
René Duchez, né le 2 février 1903 à Nancy et mort le 18 août 1948 à Caen, est un résistant français, connu pour avoir dérobé les plans du mur de l'Atlantique à la Gestapo.

## Biographie
Originaire de Lorraine, Duchez intègre le groupe de résistance Centurie, à Caen. Ce groupe est membre du réseau Organisation civile et militaire. L'activité des quarante membres du groupe consiste en la collecte de renseignements sur le mur de l'Atlantique en construction.
Dans ce but, Duchez se fait embaucher comme peintre en bâtiment à la kommandantur de Caen en mai 1942. Le 8 mai, il dérobe les plans des fortifications allemandes de la côte normande entre Cherbourg et Honfleur. Ces plans sont transmis au colonel Rémy qui les conduit en Grande-Bretagne. Selon Rémy, le vol de ces plans contribua au choix de la Normandie comme lieu du débarquement de juin 1944.
À son décès, il est domicilié au no 14 rue Grusse à Caen. Sa tombe est visible dans le cimetière caennais de Saint-Gabriel.

## Décorations
- Croix de guerre 1939–1945 avec étoile de vermeil
- Médaille de la Résistance française avec rosette (24 avril 1946)[3]
- Médaille de la Liberté (États-Unis)
- Médaille de la Résistance polonaise en France (Pologne)

## Postérité
L'histoire de René Duchez a inspiré le film de Marcel Camus Le Mur de l'Atlantique, avec Bourvil.
Une rue porte son nom à Caen, à proximité du Mémorial de Caen.
L'épisode 6 (Saison 3) de la série américaine Elementary évoque brièvement, vers la onzième minute (10 min 52 s), la figure de ce résistant.